# Reinhold Vasters
Reinhold Vasters (* 2. Januar 1827 in Erkelenz; † 14. Juni 1909 in Aachen) war ein deutscher Goldschmied und Kunstfälscher.

## Leben und Wirken
Reinhold Vasters, Sohn eines Erkelenzer Schlossers, wurde bereits mit acht Jahren Vollwaise und wuchs bei einem Onkel auf. Nach seiner Schulzeit ließ er sich in Krefeld zum „Goldarbeiter“ ausbilden. Zwischenzeitlich vertiefte er seine Fertigkeiten an renommierten Werkstätten in London, Paris und Wien. Einige seiner während dieser Zeit entstandenen Gegenstände stellte er auf der Weltausstellung 1851 in London aus und errang dabei für neun von ihm gefertigte, in Gold getriebene große Staatswappen den ersten Preis.
Vor 1851 absolvierte Vasters seine Meisterprüfung und zog danach nach Aachen, wo er zunächst zusammen mit Heinrich Joseph Viethen eine „Goldschmiedewerkstatt für kirchliche Gerätschaften“ in unmittelbarer Nähe zur Peterskirche einrichtete, aus der Viethen aber wenige Jahre später ausstieg. 1855 heiratete Vasters Anna Catharina Josepha Hamacher, die Schwester des Düsseldorfer Historienmalers Theodor Hamacher. Nachdem seine Frau in den nächsten drei Jahren insgesamt drei Kinder geboren hatte und nach dem dritten Kind 1859 plötzlich verstorben war, sah sich Reinhold Vasters als alleinerziehender Frühwitwer dazu gezwungen, möglichst zahlreiche hochwertige Kunstgegenstände vor allem im Stil des Historismus zu produzieren, um dadurch den Lebensunterhalt der Familie zu sichern. Dazu kam ihm unter anderem der 1862 nach Aachen zugezogene Kanonikus und Kunsthistoriker Franz Bock zur Hilfe, der ihm zusammen mit den Goldschmiedemeistern August Witte und Martin Vogeno zahlreiche Fertigungs- und Restaurierungsaufträge vermittelte. Dies brachte Vasters die Ernennung zum „Stiftsgoldschmied“ ein. Als weitere Auftraggeber für liturgisches Gerät erscheinen unter anderem Vincenz Statz, Hugo von Ritgen, Leopold Pelldram, Wilhelm Emmanuel von Ketteler und Johann Baptist von Anzer. Der Kontakt zu dem Kunsthändler Frédéric Spitzer aus Wien, der in Aachen und Paris einen regen Kunst- und Antiquitätenhandel betrieb, spielte dabei eine besondere Rolle. Durch ihn wurde Vasters sowohl 1865 die Teilnahme an der Kunstausstellung im Museum für Angewandte Kunst Wien ermöglicht als auch der Vertrieb seiner künftigen Imitate.
Dank seiner exzellenten Fertigkeiten und seiner guten Beobachtungsgabe während seiner Besichtigungsreisen zu den verschiedenen Fachausstellungen, aber auch durch das Studium der umfangreichen von ihm erworbenen Literatur entwickelte sich bei Vasters bereits früh der Hang, wertvolle Schmuckstücke als Imitate im Stil der Renaissance anzufertigen. Dabei orientierte er sich vor allem an Werken und Ausstellungsstücken von Wenzel Jamnitzer, Leone Leoni, Leonhard Kern, Valerio Belli, Vincenz Statz und vielen anderen. Später, etwa um 1870, fertigte Vasters unter anderem für den Baron Mayer Carl von Rothschild aus Frankfurt am Main durch Vermittlung von Rothschilds Kunstsachverständigem Ferdinand Luthmer eine umfangreiche Silbersammlung im Stile des 15. Jahrhunderts an, ebenso wie auch umfangreiche Auftragsarbeiten für den französischen Zweig der Familie Rothschild, in diesem Falle vermittelt durch Frédéric Spitzer. Dabei arbeitete er so manches Mal auch zusammen mit der Werkstatt des mit Spitzer befreundeten Goldschmieds Alfred André in Paris, bei dem Vasters auch wertvolle Objekte nach eigenen Entwürfen anfertigen ließ. Vasters war stets bemüht, „seine Vorbilder zu übertrumpfen, um den hochgespannten Ansprüchen seiner Abnehmer entgegenzukommen“. Dabei behandelte er seine Arbeiten mit gefälschten Tremolierstichen, künstlichen Altersspuren, absichtlichen Ergänzungen, gefälschten und teilweise unlesbaren Marken, um so jeweils das Alter und die Herkunft des jeweiligen Gegenstandes vorzutäuschen. In dieser Zeit entwickelte er ein reges Doppelleben: Zum einen war er in seinem Aachener Wohn- und Werkstatthaus öffentlicher und direkter Ansprechpartner für offizielle in- und ausländische Auftraggeber vor allem für sakrale Kunstgegenstände sowie für umfangreiche Restaurierungsarbeiten an Kirchenschätzen, zum anderen, meist kontaktiert über Mittelsmänner von bekannten Kunstsammlern, als Hersteller wertvoller Sammlerstücke.
Vasters war seit seinem Zuzug nach Aachen Mitglied des Vorstandes der Pfarrgemeinde St. Peter, für die er unter anderem zwei Kelche anfertigte und 1894/95 das Inventar überarbeitete. Im Alter von 82 Jahren verstarb er am 14. Juni 1909 an einem Schlaganfall und hinterließ zwei Kinder und acht Enkelkinder.

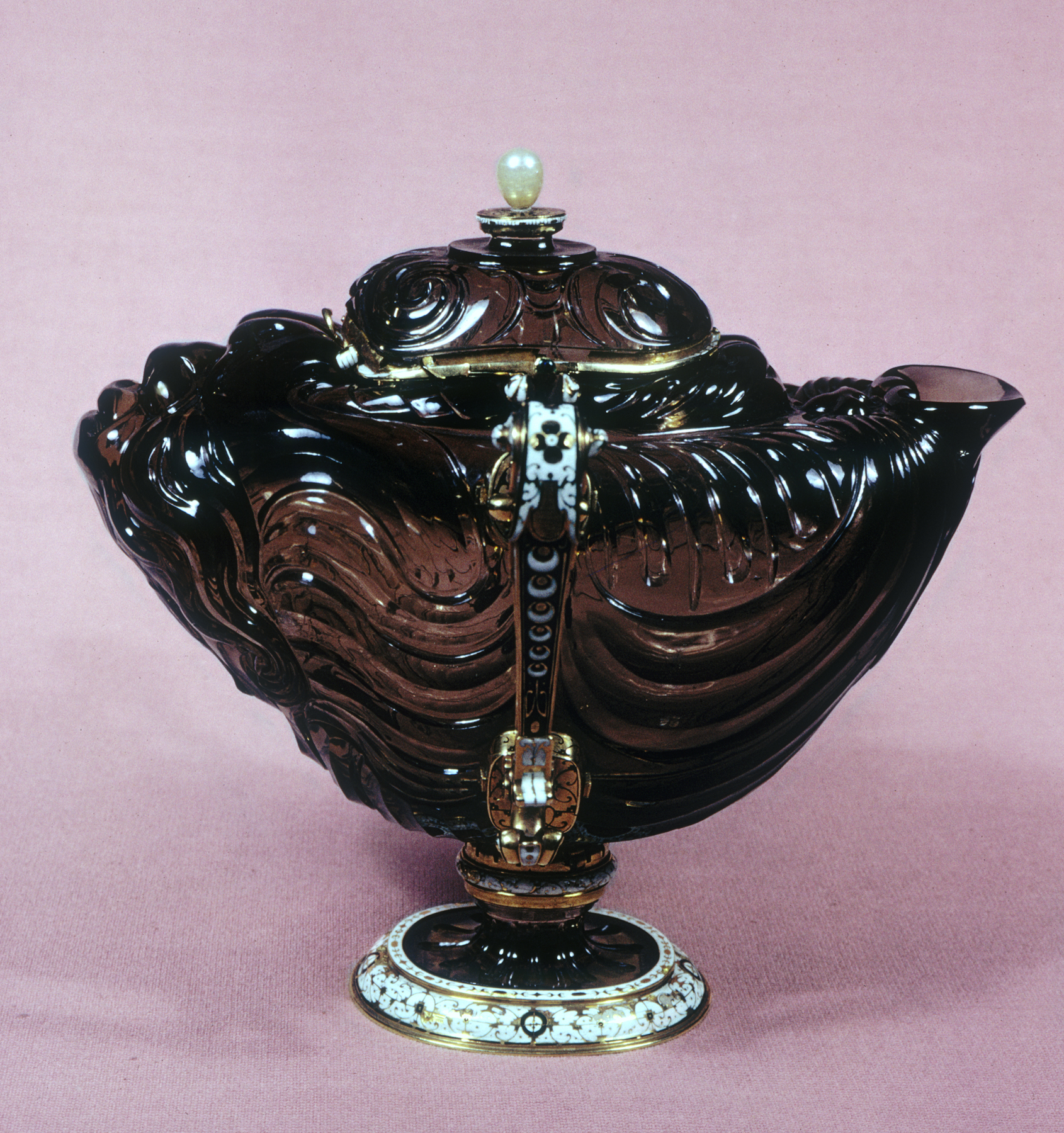
Gefäß in Form eines Seemonsters; Walters Art Museum, Maryland
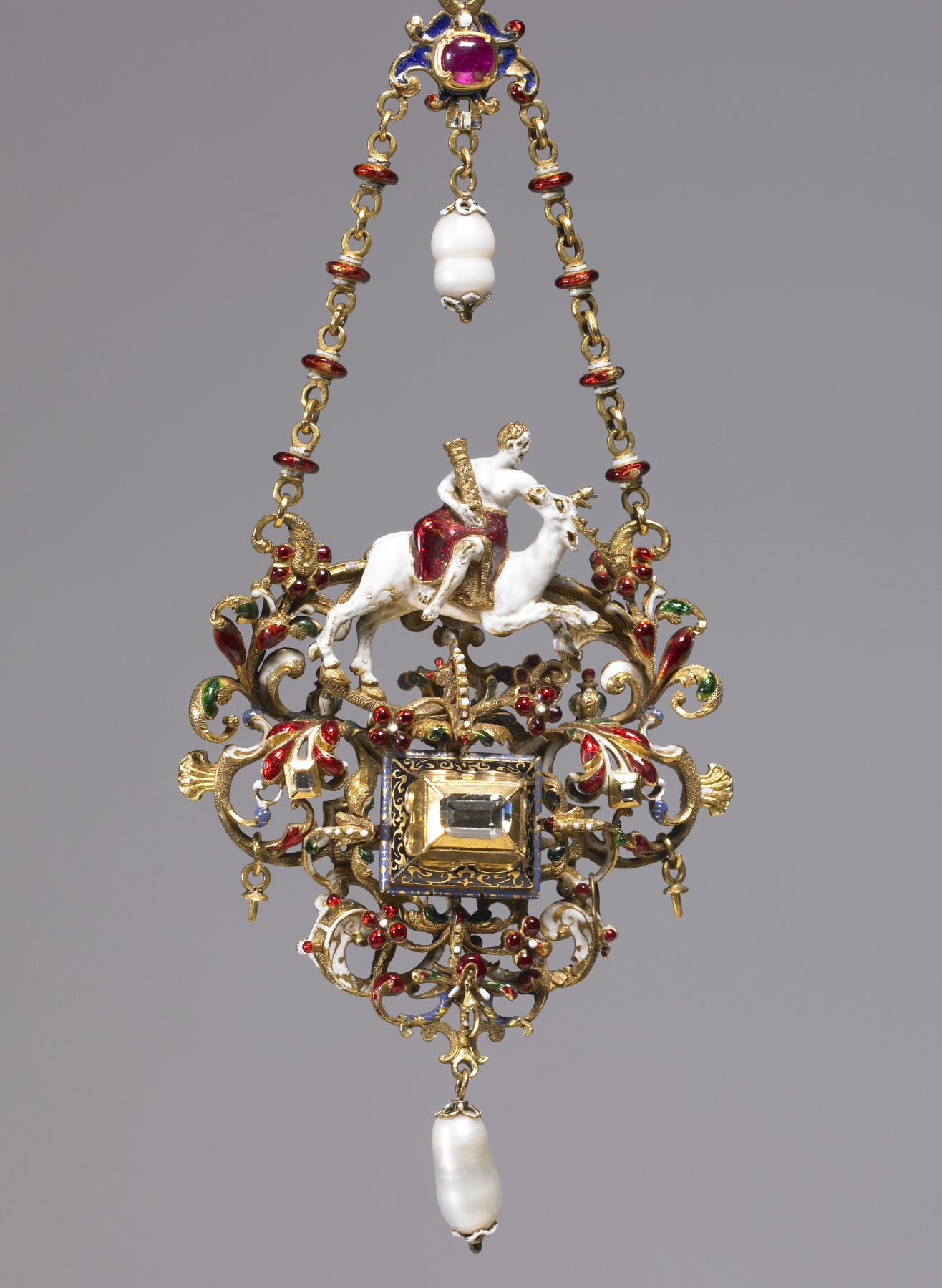
Verkörperung der Tapferkeit; Walters Art Museum
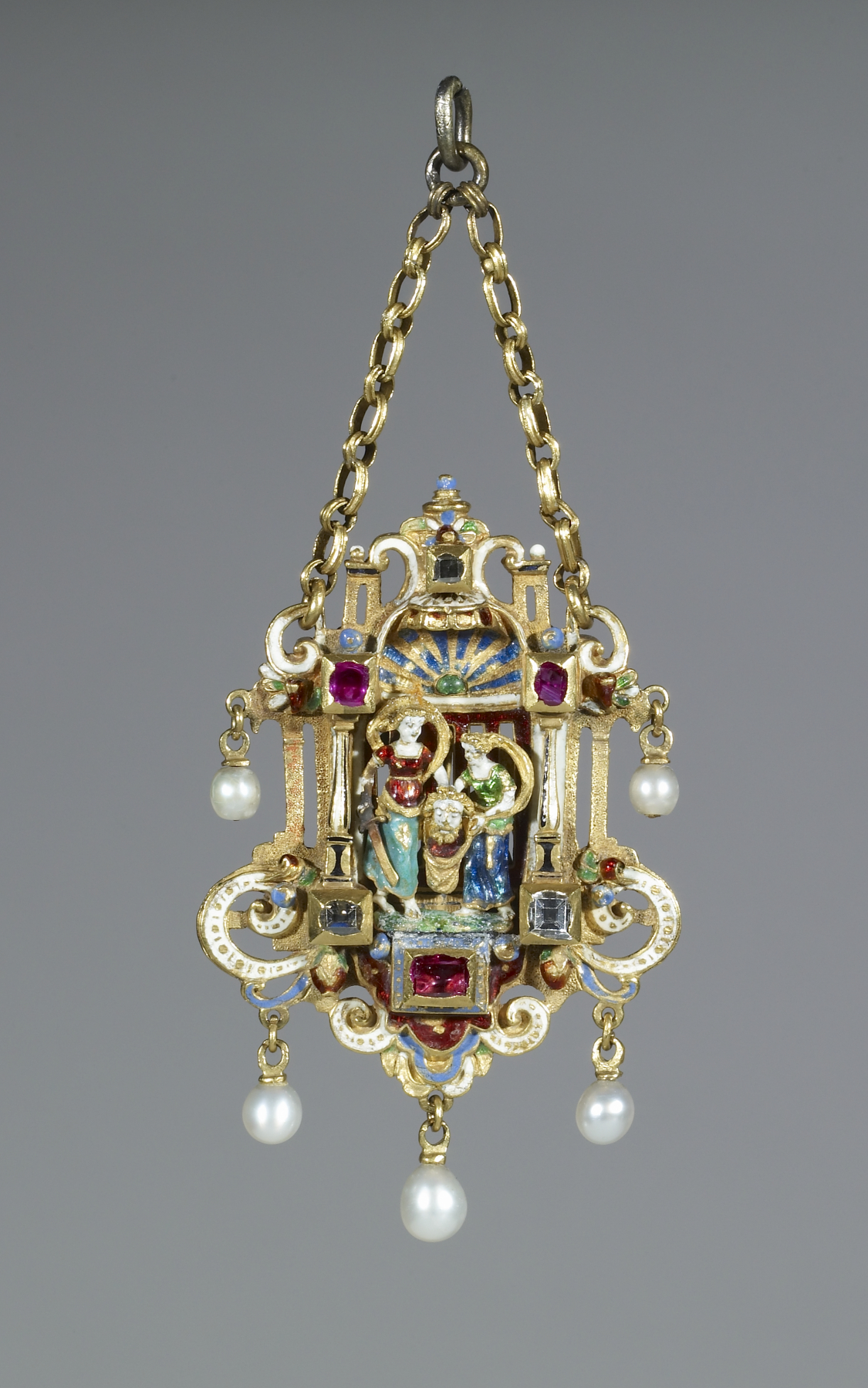
Judith hält den Kopf von Holofernes – Vorderseite; Walters Art Museum
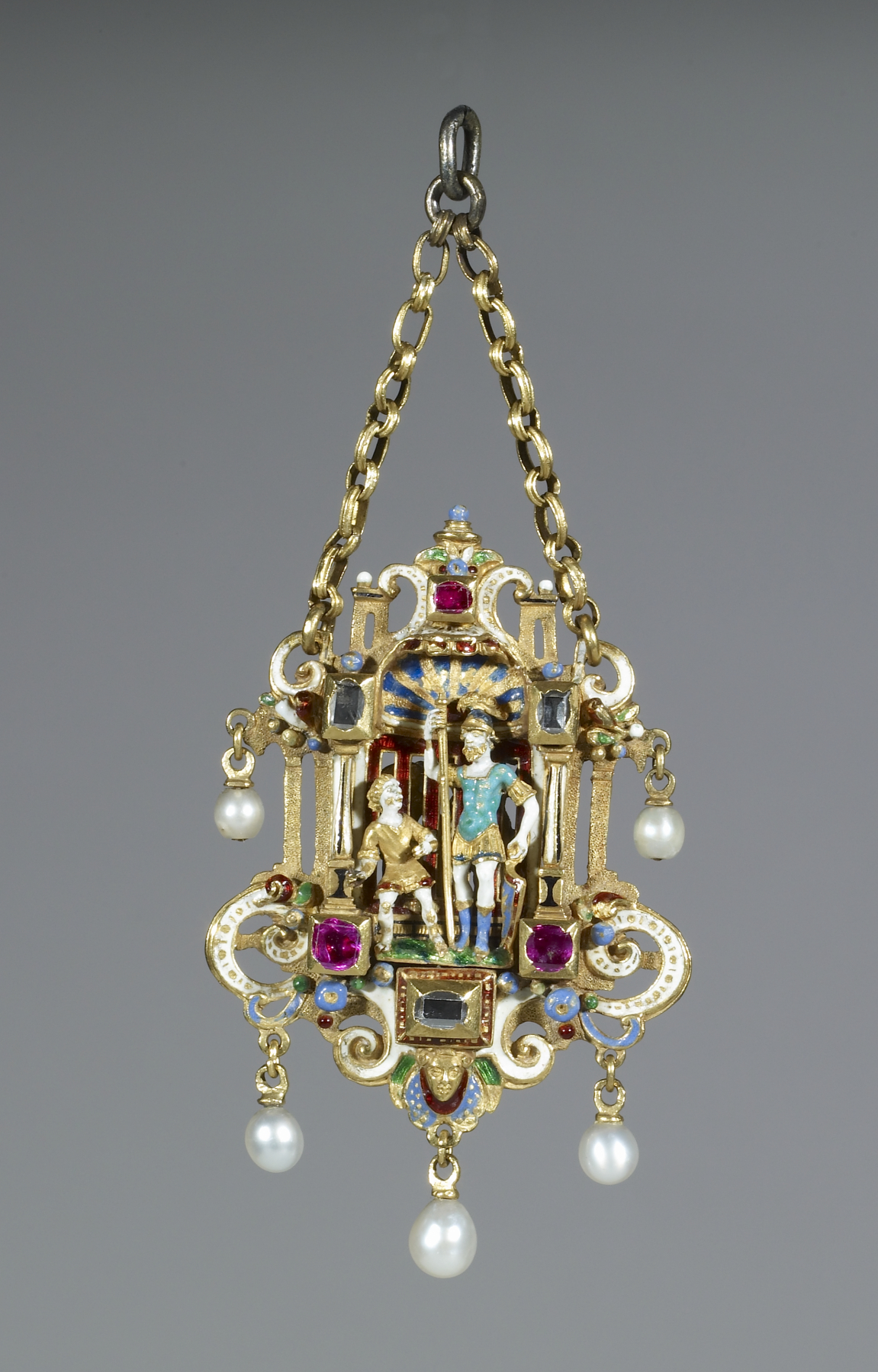
Judith hält den Kopf von Holofernes – Rückseite; Walters Art Museum

Siebzig Jahre nach seinem Tod ließ sich anhand von gefundenen Entwurfszeichnungen im Londoner Victoria & Albert Museum beweisen, dass beispielsweise zahlreiche dort ausgestellte Exponate des damals kursierenden „Renaissance-Schmucks“ sowie mindestens 45 weitere aus dem New Yorker Metropolitan Museum of Art von seiner Hand stammten. Hierzu gehört beispielsweise die bekannte „Rospigliosi-Schale“, die man zuvor Benvenuto Cellini zugeordnet hatte.
Vasters verdiente mit dem Verkauf seiner Fälschungen bereits zu Lebzeiten ein beachtliches Vermögen. Noch vor wenigen Jahren brachte im Rahmen einer Auktion bei Christie’s in London ein von ihm gefertigter phantastischer Mini-Tempel mit einer prächtig gewandeten Königin von Saba einen Rekordpreis von 200.000 (20–30.000) Pfund ein. Seine der Fälschung „verdächtigten“ Werke sind mittlerweile in einem Konvolut von über 1000 Einzelteilen zusammengefasst, wobei aber weltweit eine bedeutend größere Anzahl seiner bisher noch nicht entdeckten und zugeordneten Fälschungen bei Privatsammlern oder auf verschiedene Museen verteilt sein müssten.